# 月赤察儿
月赤察儿（Ochicher，1249年—1311年），蒙古许兀慎部人，博尔忽的曾孙。
至元十七年（1280年），作为第一怯薛。第二年为宣徽使。至元二十七年（1290年），弹劾桑哥，推荐哈剌哈孙为丞相。至元三十年（1293年），兼知枢密院事。元成宗即位，加太保。大德四年（1300年），进封太师，协助甘麻剌督师北边。大德四年，拜太师。初，金山南北，叛王海都、笃娃据之，不奉正朔，垂五十年，时入为寇。恒命亲王统左右部宗王诸帅，屯列大军，备其冲突。
大德五年（1301年），朝议北师少怠，纪律或失，命王亚晋王以督之。是年，海都、笃娃入寇，我为五军，王将其一，锋交，军颇不利。王视之怒，披甲持矛，身先陷阵，一军随之，出敌之背，五军合击，敌大崩溃，海都、笃娃遁去，王亦罢兵归镇。赏功诛罪，恩威服于敌人。厥后笃娃来请臣附，时武宗亦在军，王遣使与武宗及诸王将帅议曰：「笃娃请降，为我大利，固当待命于上，然往返再阅月，必失事机。事机一失，为国大患，人民困于转输，将士罢于讨伐，无有已时矣。笃娃之妻，我弟马兀合剌之妹也，宜遣报使，许其臣附。」众议为允。既遣，始以事闻，上曰公深识机宜。既而马兀合剌复命，由是叛人稍稍来归。第二年，击败海都、笃哇。
大德十年（1306年），迫使察八儿投降。至大四年（1311年），入朝后去世。
长子塔剌海，第三子脱儿赤颜。第五子也先铁木儿。

## 延伸阅读
[在维基数据编辑]
 《新元史/卷121》，出自柯劭忞《新元史》